# پائولو اورلاندونی
پائولو اورلاندونی (انگلیسی: Paolo Orlandoni؛ زادهٔ ۱۲ اوت ۱۹۷۲) بازیکن پیشین و مربی دروازه‌بان‌های کنونی فوتبال اهل ایتالیا است. او هم اکنون در کادر فنی کریستین کیوو به عنوان مربی دروازه‌بان‌ها حضور دارد.

## افتخارات

### باشگاهی
اینتر میلان
- سری آ(۵): ۰۶–۲۰۰۵، ۰۷–۲۰۰۶، ۰۸–۲۰۰۷، ۰۹–۲۰۰۸، ۱۰–۲۰۰۹
- کوپا ایتالیا(۴): ۰۵–۲۰۰۴، ۰۶–۲۰۰۵، ۱۰–۲۰۰۹، ۱۱–۲۰۱۰
- سوپر جام فوتبال ایتالیا(۴): ۲۰۰۵، ۲۰۰۶، ۲۰۰۸، ۲۰۱۰
- لیگ قهرمانان اروپا(۱): ۱۰–۲۰۰۹
- جام باشگاه‌های جهان(۱): ۲۰۱۰

لاتزیو
- سوپر جام فوتبال ایتالیا(۱): ۲۰۰۰